# The Sallyangie
The Sallyangie est le nom d'un duo britannique de musique folk constitué par Sally et Mike Oldfield, actif en 1968 et 1969. Sally Oldfield avait alors 21 ans et Mike 15 ans.
Le duo n'a publié qu'un seul album nommé Children of the Sun avant de se séparer. Sally, dont la carrière solo s'est inscrite dans la même veine folk que The Sallyangie, a par la suite participé à six albums de son jeune frère Mike en tant que choriste. Soit les albums Tubular Bells en 1973, Hergest Ridge en 1974, Ommadawn en 1975, Incantations en 1978, Tres Lunas en 2002  et enfin Tubular Bells 2003 sorti en 2003. 
Le nom du groupe est parfois écrit Sallyangie (sans article) ou The SallyAngie. Il est formé de la juxtaposition du prénom de Sally et de la pièce préférée de Mike, le classique folk de Davey Graham sortit en 1961, Anji. Cette pièce a depuis, été reprise par Bert Jansch sur son album éponyme de 1965 rebaptisé depuis Angie, John Renbourn, Simon and Garfunkel sur l'album Sounds of Silence en 1966 ainsi que par Harry Sacksioni sur son disque Optima Forma - Live parut en 1987. Lire l'article anglophone consacré à la pièce Anji de Davey Graham. 